# Bode Hidalgo
Bode Hidalgo (Kaysville, condado de Davis, Utah, 22 de febrero de 2002) es un futbolista estadounidense que juega como delantero en el Real Salt Lake de la Major League Soccer de los Estados Unidos.

## Trayectoria

### Real Monarchs
Bode apareció para el equipo Real Monarchs de la USL Championship como jugador de la academia el 11 de julio de 2020, comenzando en una derrota por 1-0 ante el San Diego Loyal. Bode firmó un contrato profesional con el Real Monarchs el 16 de julio de 2020.
El 9 de septiembre de 2020, Bode anotó su primer gol profesional con Real Monarchs en un partido contra el Colorado Springs Switchbacks. El 22 de septiembre de 2020, se anunció que Bode firmaría un contrato de jugador local con el Real Salt Lake para la temporada 2021 y más allá.

### Real Salt Lake
Bode hizo su debut en la MLS el 19 de marzo de 2022 contra el Nashville SC. Marcó su primer gol para el club el 9 de octubre de 2022, en la victoria por 3-1 sobre los Portland Timbers.

## Vida personal
Bode nació en Kaysville, Utah, hijo de Shane y Ami Davis. Cambió su nombre a Bode Hidalgo en 2022.